# Daniel Bursch
Daniel Wheeler Bursch (Bristol, 25 juli 1957) is een voormalig Amerikaans ruimtevaarder. Bursch zijn eerste ruimtevlucht was STS-51 met de spaceshuttle Discovery en vond plaats op 22 september 1993. Tijdens de missie werd de Advanced Communications Technology satelliet (ACTS) in een baan rond de aarde gebracht.
Bursch maakte deel uit van NASA Astronaut Group 13. Deze groep van 23 astronauten begon hun training in januari 1990 en werden in juli 1991 astronaut. In totaal heeft Bursch vier ruimtevluchten op zijn naam staan, waaronder een missie naar het Internationaal ruimtestation ISS. Tijdens zijn missies maakte hij twee ruimtewandelingen. In 2005 verliet hij NASA en ging hij als astronaut met pensioen.